# Vương miện Mikimoto
Vương miện Mikimoto (Kanji:御木本不死鳥王冠) cũng chính thức được gọi là Mikimoto Crown, là một vương miện cuộc thi được sở hữu bởi Tổ chức Hoa hậu Hoàn vũ (MUO).
Vương miện được thực hiện bởi công ty Mikimoto Pearl ở Toba tỉnh Mie, Nhật Bản được sử dụng bởi Tổ chức Hoa hậu Hoàn vũ. Việc sử dụng của nó được đi trước bởi một thiết kế biến thể hiện đại của Lady Crown truyền thống được sử dụng từ những năm 1970. Trong số những người sành thi sắc đẹp, vương miện được coi là thanh lịch nhất trong số mười vương miện khác nhau được sử dụng bởi cuộc thi vào năm 2002, 2003, 2004, 2005, 2006, 2007, 2017, 2018 ở đêm đăng quang dành cho tân hoa hậu hoặc vào năm 2009, 2019 vào lúc cựu hoa hậu trao lại vương miện cho tân hoa hậu.

## Lịch sử
Chiếc vương miện được thiết kế bởi nghệ nhân Nhật Bản Tomohiro Yamaji vào năm 2000 và được tạo ra từ sự tài trợ của công ty Mikimoto Pearl vào năm 2002 để kỷ niệm 50 năm kỷ niệm và là nhà tài trợ trang sức chính thức của Tổ chức Hoa hậu Hoàn vũ. Nó đi kèm với một vương miện tương tự đã được trao cho người chiến thắng sau khi trị vì của cô. Nó lần đầu tiên được công bố tại cửa hàng Fifth Avenue Mikimoto ở thành phố New York và lần đầu tiên được mặc bởi Hoa hậu Hoàn vũ thứ 50, Denise Quiñones, tại khách sạn Intercontinental nằm ở San Juan, Puerto Rico vào ngày 25 tháng 5 năm 2002 bởi cựu chủ nhân của Tổ chức Hoa hậu Hoàn vũ Donald Trump và cựu chủ tịch thương hiệu, Toyohiko Miyamoto.
Vương miện được sử dụng ở các lễ đăng quang của 2002 - 2007, 2017 - 2018. Do các khoản thanh toán sử dụng bản quyền không phù hợp từ Tập đoàn Diamond International có trụ sở tại Séc cho Tổ chức Hoa hậu Hoàn vũ, cùng với mong muốn thiết lập lại uy tín thương hiệu đã mất, vương miện đã trở lại chưa từng có vào tháng 1 (chụp ảnh báo chí) và tháng 11 năm 2017 đêm đăng quang.

## Miêu tả
Vương miện Mikimoto được làm bằng cả vàng và vàng trắng, có kích thước từ ba mm đến 18 mm. Nó có một thiết kế truyền thống châu Á được gán cho bảy chiếc lông tốt lành của một con phượng hoàng Fenghuang, một thiết kế ngọn lửa Mandorla bắt nguồn từ hình tượng Phật giáo truyền thống của Nhật Bản. Vương miện được trang trí bằng kim cương tổng cộng lên tới 18 cara, với cả 120 viên ngọc trai South Sea và Akoya trắng tự nhiên thu được ở Nhật Bản có tổng trọng lượng lớn là 29,7 carat. Do tính chất tinh tế của nó, một chi tiết bảo mật đã được gắn vào vương miện ở bất cứ nơi nào nó di chuyển và được bảo hiểm với số tiền 250.000 đô la Mỹ trước nguy cơ mất mát hoặc thiệt hại.

## Danh sách các hoa hậu đã đội vương miện
Những người chiến thắng vị trí sau đây được chứng nhận bởi sự đáng chú ý của thông cáo báo chí hoặc ấn phẩm chính thức đã đeo Vương miện Hoàn vũ Mikimoto theo chỉ định của Tổ chức Hoa hậu Hoàn vũ:
| Năm  | Quốc gia / Lãnh thổ | Hoa hậu               |
| ---- | ------------------- | --------------------- |
| 2001 | Puerto Rico         | Denise Quiñones ⁴     |
| 2002 | Panama              | Justine Pasek ¹       |
| 2002 | Nga                 | Oxana Fedorova        |
| 2003 | Cộng hòa Dominican  | Amelia Vega           |
| 2004 | Úc                  | Jennifer Hawkins      |
| 2005 | Canada              | Natalia Glebova       |
| 2006 | Puerto Rico         | Zuleyka Rivera        |
| 2007 | Nhật Bản            | Riyo Mori             |
| 2008 | Venezuela           | Dayana Mendoza        |
| 2017 | Nam Phi             | Demi-Leigh Nel-Peters |
| 2018 | Philippines         | Catriona Gray         |

- (¹) Justine Pasek - Kế thừa vương miện sau khi Oxana Fedorova bị truất ngôi.
- (²) Dayana Mendoza - Đeo vương miện chỉ dành cho đêm đăng quang của cuộc thi Hoa hậu Mỹ và Hoa hậu Hoàn vũ 2009.
- (³) Pia Wurtzbach - Được trao vương miện trong buổi chụp hình cuối cùng với tư cách là Hoa hậu Hoàn vũ.
- (⁴) Denise Quiñones - Đeo vương miện chỉ để giới thiệu vương miện mới ở cuộc thi hoa hậu Hoàn vũ 2002.